# Port de l'Hospitalet de l'Infant
El Port de l'Hospitalet de l'Infant és un port esportiu de la Costa Daurada, situat al passeig marítim de l'Hospitalet de l'Infant, al municipi de Vandellòs i l'Hospitalet de l'Infant (Baix Camp), entre la platja de la Punta del Riu, a llevant, i la platja de l'Arenal, a ponent, a 14 milles al sud-oest del Port de Tarragona. N'és el titular l'organisme de Ports de la Generalitat, i el gestiona el Club Nàutic l'Hospitalet Vandellòs. Disposa de 577 amarradors, 144 d'ells per a transeünts, per a embarcacions de fins a divuit metres d'eslora i calat màxim de dos.

## Història
El Club Nàutic l'Hospitalet Vandellòs es va fundar el 1973, amb la intenció de construir el port esportiu i crear una escola de vela. Les embarcacions esportives i les poques barques de pesca que encara quedaven, varaven a la platja. L'11 de febrer de 1981 el Ministeri d'Obres Públiques va aprovar la concessió del port esportiu al Club Nàutic, per un període de 50 anys. El port va ser inaugurat pel president de la Generalitat Jordi Pujol el 22 de juny de 1985. Dos mesos després hi van tenir lloc les regates del primer campionat d'Espanya femenina classe 470, a les que hi va participar la infanta Cristina de Borbó, motiu pel qual hi van assistir les famílies reials d'Espanya i Grècia.